# Rio Nowitna
O rio Nowitna é um rio do Alasca que nasce nas montanhas Kuskokwim e deságua no rio Yukon percorrendo 400 km.